# Gájatrí Déví
Gájatrí Déví (23. května 1919 Londýn – 23. července 2009 Džajpur) byla indická aristokratka a politička.

## Životopis
Byla dcerou vládce státu Kúč Bihár, z matčiny strany byla spřízněna s dynastií barodských knížat. Studovala v Anglii a Švýcarsku. V roce 1940 se provdala za džajpurského mahárádžu Mana Singha II. Měla s ním jediného syna Džagata Singha (1949–1997). Jako vládkyně se věnovala dobročinnosti, zakládala školy a nemocnice, pečovala o uchování tradičních řemesel. Byla obrazem moderní emancipované Indky, která odmítala nosit na veřejnosti závoj parda. Měla pozici módní ikony, která propagovala ve světě sárí, časopis Vogue ji zařadil na seznam nejpohlednějších žen světa. Jejími zálibami byl lov, jízda na koni a pólo. Byla také sběratelkou luxusních automobilů.
Po vyhlášení indické nezávislosti byla džajpurská monarchie zrušena a panovnická rodina opustila palác Rambagh. Gájatrí Dévi využila svoji popularitu mezi prostým lidem k politické kariéře a v roce 1962 byla zvolena do Sněmovny lidu s rekordním náskokem 192 000 hlasů. Byla členkou pravicové strany Svatantra, kterou vedl Čakravartí Rádžagópálačárí. Stala se velkou rivalkou premiérky Indiry Gándhíové, kterou obviňovala z autokratických sklonů. Po vyhlášení výjimečného stavu v roce 1975 byla na šest měsíců uvězněna. Pak odešla z politiky a věnovala se obchodování s koberci.
Vydala paměti, které byly také zfilmovány. Zemřela v devadesáti letech a zanechala dědictví ve výši 250 000 000 liber. 